# استیون ساکر
استیون ساکر (انگلیسی: Stephen Sackur؛ زادهٔ ۹ ژانویهٔ ۱۹۶۴) مجری تلویزیون اهل بریتانیا است. او برنامهٔ هاردتاک که در رابطه با جریانات روز است را در بی‌بی‌سی ورلد نیوز اجرا می‌کند.